# Рут Бейдер Гінзбург
Рут Бе́йдер Гі́нзбург, або Ґі́нзбурґ, (англ. Ruth Bader Ginsburg, до шлюбу Джоа́н Рут Бе́йдер (англ. Joan Ruth Bader); 15 березня 1933 — 18 вересня 2020) — американська правниця, суддя Верховного суду США, феміністка, американська культурна ікона. Авторка ряду ключових прецедентів у справах стосовно дискримінації за статтю. Гінзбург — друга жінка на посаді судді Верховного суду США після Сандри Дей О'Коннор і єдина після відставки О'Коннор і до призначення Соні Сотомайор жінка-членкиня Верховного суду. Внесена до Національної зали слави жінок.
Призначена президентом Клінтоном та прийняла присягу 10 серпня 1993 року. Вважається, що Гінзбург належить до ліберального крила суду.

## Життєпис
Народилася 15 березня 1933 року в Брукліні, Нью-Йорк другою дочкою євреїв-іммігрантів Селії (уроджена Амстер) і Натана Бейдерів, які жили в бруклінському районі Флетбуш. Батько іммігрував з Одеси, а мати народилася в Нью-Йорку в родині австрійських євреїв.
Старша сестра Мерилін померла від менінгіту в шестирічному віці, коли Рут було 14 місяців.
Сім'я називала Джоан «Кікі», прізвиськом, яке дала Мерилін за те, що вона штурхалася. Коли «Кікі» пішла в школу, мати виявила, що в її класі було кілька інших дівчат на ім'я Джоан, тому запропонувала учителю називати дочку «Рут».
Відвідувала Єврейський центр Іст-Мідвуда, консервативну синагогу, де познайомилася з принципами єврейської віри і вивчила іврит.
Мати, Селія Амстер, яка завжди надихала дочку в її щасливих і важких обставинах, також відігравала активну роль у її освіті. Сесілія сама була здібною ученицею, але після закінчення середньої школи у 15 років, вона не змогла продовжити освіту, оскільки сім'я вирішила відправити в коледж її брата. Мати хотіла більше освіти для доньки, мріючи для неї про кар'єру вчительки історії, часто водила в бібліотеку. Рут відвідувала середню школу Джеймса Медісона, яка пізніше назвала на її честь залу судових засідань. Селія в останні роки боролася з раком і померла за день до того, як Рут закінчила школу.
Рут Бейдер вступила в Корнелльський університет в Ітаці, де стала членкинею студентського братства Alpha Epsilon Phi. 23 червня 1954 року закінчила університет зі ступенем бакалавра з управління. Була членкинею товариства Фі Бета Каппа та студенткою з найбільшою кількістю балів у своїй групі.
Через місяць після випуску одружилася з Мартіном Гінзбургом, з котрим познайомилася під час навчання, і переїхала у Форт Сілла, штат Оклахома, куди він був призначений офіцером корпусу підготовки офіцерів запасу (ROTC).
У 21 рік Гінзбург почала працювати в офісі служби соціального забезпечення в Оклахомі, де пізніше її понизили на посаді через вагітність. У 1955 році народила дочку.
Восени 1956 року вступила до Гарвардської юридичної школи однією з дев'ятьох жінок з-поміж близько 500 вступників. Декан закладу Ервін Грісволд поставив студенткам, у тому числі Гінзбург, принизливе сексистське питання: «Як ви виправдовуєте те, що ви зайняли місце кваліфікованого чоловіка?».
Коли її чоловік влаштувався на роботу в Нью-Йорк, Гінзбург перейшла в юридичну школу Колумбійського університету, де у 1959 році здобула ступінь докторки юриспруденції однією з перших у випуску.
Гінзбург стала першою жінкою у складі колегії двох юридичних журналів: «Harvard Law Review» і «Columbia Law Review». На посаді професорки юридичної школи Ратґерс і Колумбії викладала цивільне право, будучи однією з небагатьох жінок у галузі.
Виступала як юристка-доброволиця Американського союзу цивільних свобод і була членкинею ради директорів і однієї з його загальних рад у 1970-х роках.
У 1980 році президент Джиммі Картер призначив Гінзбург в Апеляційний суд США по округу Колумбія, де вона служила до свого призначення у Верховний суд США 1993 року.
Померла 18 вересня 2020 року. Стала першою жінкою, прощання з якою відбулося в Капітолії.

## Кар'єра
Багаторазово стикаючись при побудові кар'єри з дискримінацією жінок, Рут Гінзбург присвятила значну частину своєї юридичної кар'єри правозахисту, відстоюванню гендерної рівності та прав жінок, виграла кілька прецедентних справ з тем сексизму у Верховному суді США.
На початку суддівської кар'єри Гінзбург стикалася з труднощами в пошуку роботи. У 1960 році суддя Верховного суду Фелікс Франкфуртер відхилив кандидатуру Гінзбург на посаду клерка через її стать. Вона отримала відмову, незважаючи на вагому рекомендацію Альберта Маркса Сакса, професора, а потім декана Гарвардської юридичної школи. Професор Колумбійської школи права Джеральд Гютер також наполягав на тому, щоб суддя Едмунд Л. Палмері з Окружного суду Південного округу Нью-Йорка взяв Гінзбург на посаду клерка, погрожуючи ніколи більше не рекомендувати Палмері іншого випускника Колумбійської школи, якщо той не надасть Гінзбург можливість проявити себе, заодно гарантувавши, що він знайде заміну судді, якщо Гінзбург спіткає невдача. Пізніше в тому ж році Гінзбург почала працювати на суддю Палмері і обіймала посаду протягом двох років.

### Академія
З 1961 по 1963 рік Гінзбург була науковою співробітницею, а потім асоційованою директоркою Проєкту юридичної школи Колумбії за міжнародною процедурою; вона вивчила шведську мову, щоб спільно з Андерсом Брюзеліем написати книгу про цивільний процес у Швеції. Гінзбург для своєї книги також провела великі дослідження в Лундському університеті у Швеції. Час, проведений Гінзбург у Швеції, вплинув на її погляди на гендерну рівність. Дослідниця надихнулася спостереженням за становищем жінок у Швеції, де вони становили від 20 до 25 відсотків усього юридичного студентства; а одна з суддів, за якою Гінзбург спостерігала під час своїх досліджень, займалася роботою на восьмому місяці вагітності.
У 1963 році Гінзбург отримала першу професорську позицію, в юридичній школі Ратґерс. Однак призначення знову було сексистським: Гінзбург повідомили, що їй будуть платити менше, ніж її колегам-чоловікам, оскільки у її чоловіка була добре оплачувана робота. Коли Гінзбург почала займатися академічною діяльністю, у США було менше двадцяти жінок-професорок права. Вона займала в Ратґерському університеті посаду професорки права, головним чином цивільного судочинства, з 1963 по 1972 рік, а постійну позицію отримала у 1969 році.
У 1970 році Гінзбург співзаснувала юридичний журнал «Women's Rights Law Reporter», перший сфокусований на правах жінок журнал у США. З 1972 по 1980 роки вона викладала в Колумбійському університеті, де стала першою жінкою на постійному контракті, і написала в співавторстві патронажний журнал по справах з дискримінації за статтю.

### Правозахист жінок

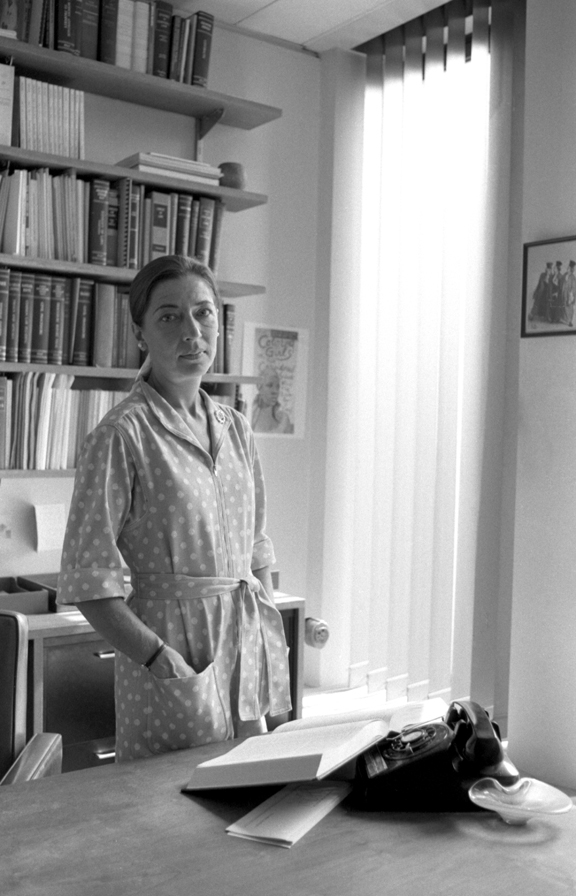
Рут Бейдер Гінзбург в 1977 році

У 1972 році Гінзбург стала співзасновницею Проєкту з прав жінок в Американській спілці захисту громадянських свобод (ACLU), а в 1973 році вона стала генеральною радницею ACLU. До 1974 році Проєкт із прав жінок і пов'язані з ним проєкти ACLU взяли участь у розгляді понад 300 справ щодо дискримінації за статтю. Будучи директоркою Проєкту з прав жінок, вона між 1973 і 1976 роками брала участь у шістьох судових процесах, поданих до Верховного суду і виграла п'ять із них. Замість того, щоби просити суд припинити всю гендерну дискримінацію відразу, Гінзбург вибрала інший підхід — вона ставила метою конкретні дискримінаційні положення і спиралася на кожну наступну перемогу. Рут ретельно вибирала позивачок і позивачів, час від часу вибираючи чоловіків для демонстрації того, що сексизм шкодить як жінкам, так і чоловікам.
Під прицілом Гінзбург були й закони, на перший погляд корисні для жінок, але котрі на ділі посилювали гендерні стереотипи, зокрема, уявлення, що жінки повинні бути залежні від чоловіків. Стратегія Рут також впливала і на вибір лексики (див. Феміністична мовна реформа), вона виступала за використання слова «gender» (з англ. — «ґендер») замість «sex» (з англ. — «стать, секс») після припущення свого секретаря, що слово «sex» відволікатиме суддів. Рут Гінзбург набула репутації кваліфікованої правозахисниці і її багаторічна цілеспрямована робота призвела до припинення чи обмеження дискримінації за статтю в багатьох областях права.
Гінзбург написала бриф до справи «Рід проти Ріда», 404 U. S. 71 (1971), при вирішенні якого Верховний суд поширив дію положення про рівний захист Чотирнадцятої поправки до Конституції США на жінок. Вона допомогла виграти справу «Фронтьеро проти Річардсона», 411 U. S. 677 (1973), яка оскаржувала положення закону, що утруднювало військовослужбовицям отримання збільшеної допомоги для своїх чоловіків у порівнянні з військовослужбовцями, що просили аналогічної допомоги для дружин. Гінзбург стверджувала, що статут розглядає жінок як неповноцінних, і Верховний суд, проголосувавши 8-1, виніс рішення на її користь.

## Судова кар'єра

### Апеляційний суд США по округу Колумбія
14 квітня 1980 року президент Джиммі Картер висунув кандидатуру Гінзбург на посаду судді Апеляційного суду США по округу Колумбія, яка стала вакантною після смерті Гарольда Левенталя. Вона була затверджена Сенатом Сполучених Штатів 18 червня 1980 року і отримала призначення в того ж дня. Службу Гінзбург в Апеляційному суді США припинено 9 серпня 1993 року в зв'язку з призначенням суддею Верховного суду США.

### Верховний суд США
Президент Білл Клінтон висунув її на посаду судді Верховного суду 14 червня 1993 року на місце, звільнене суддею Байроном Вайтом.

## Пам'ять
- Рут Гінзбург — головна героїня художнього фільму «За статевою ознакою» (2018 рік, США). Режисерка Мімі Ледер, в ролі Гінзбург — Фелісіті Джонс.
- Також вона фігурує у двох епізодах («The Supreme Court» [4 сезон 17 серія] і «Last Call» [5 сезон 13 серія]) телесеріалу «Юристи Бостона», пов'язаних з появою головних героїв на слухання у Верховному суді США. Роль Гінзбург виконує Роз Вітт[52].

## Нотатки
1. ↑  За словами Гінзбург, суддя Вільям О. Дуглас найняв першу жінку-клерка Верховного суду у 1944 році, а другу жінку (юристку) найнято лише у 1966 році[32].
2. ↑  Гінзбург згадала Дороті Кеньйон[en] та Паулі Мюррей[en] як співавторок брифу на знак визнання їхнього внеску у правозахист фемінізму[48].